# Zeballos
Zeballos ist ein kleines, abgelegenes Dorf an der Westküste der Insel Vancouver Island in der kanadischen Provinz British Columbia.

## Lage
Zeballos liegt an einer Bucht, die sich zum Esperanza Inlet öffnet, dem Meeresarm zwischen Vancouver Island und Nootka Island. Unmittelbar östlich von Zeballos liegt der 1875 m hohe Rugged Mountain. Eine etwa 40 Kilometer nordwärts führende Straße verbindet den Ort mit dem Haupt-Highway der Insel (Highway 19) von Port Hardy nach Victoria. Zeballos ist nach dem Entdecker Ciriaco Cevallo benannt.

## Geschichte
Zeballos ist einer der vielen Orte in British Columbia, deren Name auf spanische Wurzeln verweist. Ciriaco Cevallos war einer der Leute Alejandro Malaspinas, dessen Schiff 1792 die Insel umfuhr.
Bereits 1908 fand der Kyuquot-Fischer Tom J. Marks Gold an der Mündung des Zeballos River.
Erstmals von Nichtindianern besiedelt wurde die Gegend allerdings erst ab 1924, als in den umliegenden Bergen mit der Schürfung nach Gold begonnen wurde; Schätzungen zufolge erreichte die Siedlung schnell eine Einwohnerzahl von rund 1.500. Gold für rund 13 Millionen Dollar wurde aus den Goldadern geholt, davon fast die Hälfte aus einer einzigen, besonders ertragreichen. Sie war im Besitz eines Adolf Aichmeier. 1938 arbeiteten rund 400 Männer in 30 Claims, ein Schiff, die Princess Maquinna (vgl. Maquinna) verband den Ort mit der Außenwelt. Das Dampfboot fuhr das Tahsis Inlet auswärts Richtung Ceepeecee, wo sich schon vor dem Goldrausch ein Laden befand. Die katholische St. Anthony's Church wurde 1939 von dem Benediktinerpater Antony Terhaar erbaut. Da wo heute Mason's Motor Lodge steht, stand ab 1939 ein Krankenhaus (bis 1945), das zwar stark umgebaut wurde, aber immer noch den Hospitalcharakter erkennen lässt.
Die Blüte war extrem kurz: Von den drei Hotels, dem Waschsalon, der Bäckerei und den zwei Taxiunternehmen sowie der Wochenzeitung und der berüchtigten Goat Ranch, einem der Bordelle, die in der Nähe des Friedhofs standen, in einem Bereich, der heute ständig unter Wasser steht, blieb mit Beginn des Zweiten Weltkriegs nichts übrig. Im Juli 1940 wütete zudem ein Brand in dem Dorf. Schon 1942 waren alle Goldminen geschlossen, zumal der Goldpreis auf 35 Dollar je Unze gefallen war und damit an einen wirtschaftlichen Betrieb der Goldbergwerke nicht mehr zu denken war. 
Die zurückbleibende Bevölkerung – auf dem Tiefpunkt lebten wohl noch 35 Menschen im Ort – hielt nach dem Zweiten Weltkrieg nach weiteren Einnahmequellen Ausschau; Anfang der 1950er Jahre begann man mit dem Aufbau einer Holzindustrie, 1962 kam eine Eisenerzmine hinzu, die allerdings bereits 1969 wieder geschlossen wurde. 1964 traf die Stadt an dem engen Fjord ein durch ein Seebeben vor Alaska ausgelöster Tsunami, der nicht nur das Dorf überschwemmte, sondern Millionen von Fischen an Land trug.
Die Zuerkennung der kommunalen Selbstverwaltung (incorporated Village) für die Gemeinde erfolgte am 27. Juni 1952.
Heute ist die Western Forest Products Ltd. (früher Tahsis Company Limited) Hauptarbeitgeber des Ortes. Außerdem existiert ein Fischzuchtbetrieb. Der Tourismus steckt wegen der schlechten Erreichbarkeit des abgelegenen Ortes noch in den Kinderschuhen. Immerhin gibt es inzwischen wieder vier kleine Herbergen und mehrere Restaurants.
9 Kilometer nordöstlich der Ortschaft befindet sich das Wasserkraftwerk Zeballos.

## Demographie
Der Zensus im Jahr 2011 ergab für die Kleinstadt eine Bevölkerungszahl von 125 Einwohnern. Die Bevölkerung hatte dabei im Vergleich zum Zensus von 2006 um 64 Einwohner (entspricht 33,9 %) abgenommen, während die Bevölkerung in British Columbia gleichzeitig um 7,0 % anwuchs. Damit setzt sich für die Gemeinde der Abwärtstrend der letzten Volkszählung fort. Im Jahr 2001 wohnten noch 224 Einwohner in der Gemeinde.

## Sehenswürdigkeiten

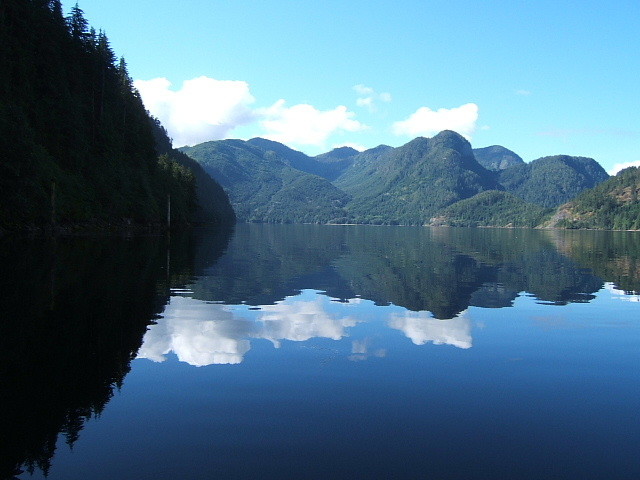
Blick auf den Fjord bei Zeballos

In Zeballos befindet sich ein Stadtmuseum, das die Vergangenheit des Ortes, vor allem die Blütezeit als Goldgräberstadt dokumentiert.
Teile des Zeballos-Flussgebiets stehen inzwischen als Wetland Reserve unter einem gewissen Schutz. Hier sind wieder zahlreiche Vogelarten zu beobachten, unter ihnen Kolibris. Da die alten Wälder der Umgebung abgeholzt sind, bestehen erhebliche Schwierigkeiten, nennenswerte Touristenmengen in das Gebiet zu locken. Für Kajakfahrer und Angler ist das Gebiet dennoch interessant, ebenso wie für Bergsteiger um das Tal des Nomash River. Im Gegensatz dazu ist der Nootka Trail inzwischen ein attraktiver, 30 km langer Wanderpfad mit sehr alten Baumbeständen, die einen Eindruck vermitteln, wie diese gemäßigten Regenwälder einmal aussahen. Boote fahren von Zeballos an den Ausgangspunkt in der Louie Bay. Am Bajo Point und am Beano Creek finden sich noch Indianerdörfer.
Dazu kommt der nahe gelegene Woss Lake Provincial Park sowie das Höhlensystem im Artlish Caves Provincial Park.